# HYLAS-1
HYLAS-1 (HYLAS - акроним от Highly Adaptable Satellite) - британский спутник связи на геостационарной орбите. Был запущен европейской ракетой-носителем Ariane 5 из Гайанского космического центра в Куру во Французской Гвиане. Он расположен на орбитальной позиции 33.5° западной долготы. Предоставляет услуги телевидения высокой четкости (HDTV) и широкополосные услуги связи.   Спутник помогает решить проблему плохого покрытия широкополосной связи во многих частях Европы, которые имеют менее развитую наземную инфраструктуру.

## Строительство
HYLAS был построен EADS Astrium для британской телекоммуникационной компании Avanti Communications Plc. Разработка спутника была поддержана инвестициями в размере 23 млн фунтов стерлингов из Британского национального космического центра (BNSC).

## Запуск
Avanti приобрела для спутника HYLAS запуск на геостационарную передаточную орбиту (GTO) на ракете-носителе Falcon 9. Эта покупка в сентябре 2007 года сделала Avanti первым клиентом, который приобрел коммерческий геостационарный запуск у SpaceX В июле 2009 года Arianespace объявила, что HYLAS будет запущен в 2010 году, «используя Ariane 5 или Soyuz Launcher» из Arianespace. Аванти ранее критиковал Arianespace как чрезмерно дорогую, но переход на Arianespace был мотивирован опасениями потенциальных клиентов по поводу рисков запуска, связанных с Falcon 9. Кроме того, стали доступны дополнительные финансовые активы, в том числе 10,7 млн фунтов инвестиций в программу развития телекоммуникаций Artes от британских инвесторов ESA.
HYLAS-1 был успешно запущен в 18:41 GMT 26 ноября 2010 года.

## Задачи
HYLAS базируется на малой спутниковой платформе I-2K Индийской организации космических исследований в рамках сотрудничества между EADS Astrium и ISRO / Antrix . 
Полезная нагрузка HYLAS - два транспондера Ku-диапазона, предназначенных главным образом для HDTV, и шесть транспондеров Kа-диапазона работающих в режиме Остронаправленных лучей спутниковой антенны, что даёт возможность осуществлять от 150000 до 300000 одновременных подключений широкополосного доступа в Интернет. Спутник HYLAS имел стартовую массу около 2100  кг и мощность первоначальную мощность 3,5 кВт. 

## Орбитальная позиция
В июне 2019 года, орбитальное положение HYLAS было скорректировано до 18,3° западной долготы.

## Внешние ссылки
- Astrium Program Manager для HYLAS 1. Архивировано из оригинала 7 августа 2011 года.
- Avanti PLC HYLAS 1
- Avanti Hylas. Архивировано из оригинала 16 августа 2018 года.